# San Pedro (Valverde Vega)
San Pedro è un distretto della Costa Rica facente parte del cantone di Valverde Vega, nella provincia di Alajuela.

## Luoghi D’interesse
- Servigrama